# Langues germano-néerlandaises

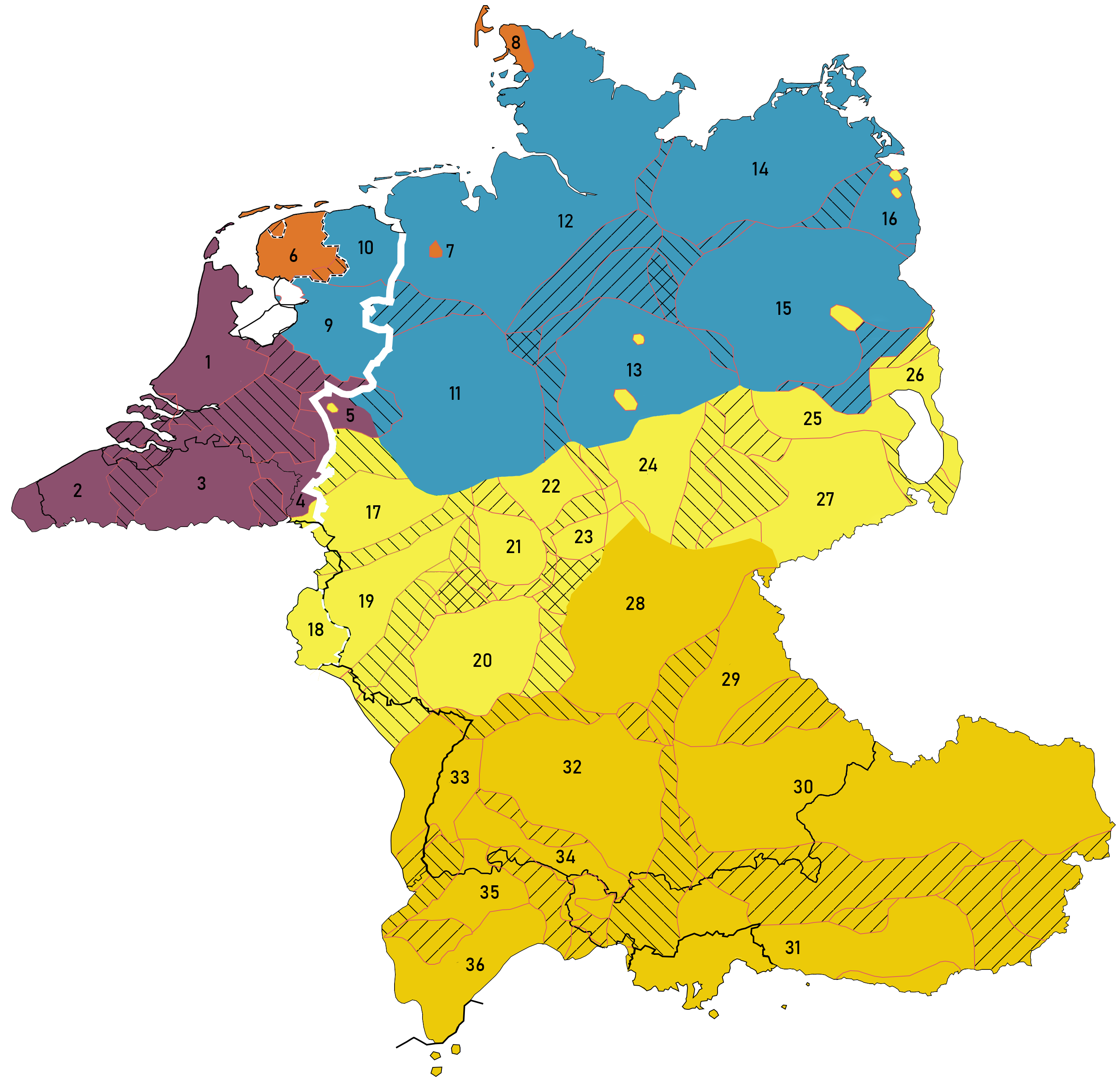
Répartition géographique des différents dialectes germaniques occidentales en Europe après 1945 et l'expulsion des Allemands d'Europe de l'Est.

Les langues germano-néerlandaises constituent un sous-ensemble des langues germaniques occidentales, qui appartiennent elles-mêmes à la famille des langues germaniques. Ce groupe appelé groupe germano-néerlandais ou groupe allemand comprend des langues telles que l'allemand, le yiddish, le luxembourgeois, le néerlandais et l'afrikaans ainsi que de nombreux dialectes. Ce groupe se caractérise par un large vocabulaire commun. Il est divisé en trois sous-groupes : le bas francique, le bas allemand et le haut allemand. Le troisième est caractérisé par la présence de la seconde mutation consonantique.
Les dialectes appartenant à ce groupe forment un continuum linguistique, c'est-à-dire qu'ils sont intercompréhensibles de proche en proche. Le domaine de ces dialectes s'étend sur : 
- les Pays-Bas (sauf les régions où l'on parle le frison),
- Bruxelles, la Flandre, les Cantons de l'Est et le pays d'Arlon en Belgique,
- le Luxembourg,
- l'Alsace (sauf le pays welche), la Moselle germanophone et la Flandre flamingante française en France,
- l'Allemagne (sauf les régions où l'on parle danois, frison septentrional frison oriental ou sorabe),
- la Suisse alémanique,
- le Haut-Adige (Tyrol du Sud) en Italie,
- le Liechtenstein,
- l'Autriche,
- certaines zones au sud du Danemark,
- des enclaves en Pologne, Tchéquie, Roumanie, Slovaquie et Hongrie,
- l'Afrique du Sud,
- la Namibie.

Avant la Seconde Guerre mondiale, ce domaine s'étendait beaucoup plus à l'Est : la Prusse-Orientale, la Poméranie, la Silésie et une grande partie de la Bohême et de la Moravie parlaient alors majoritairement des dialectes allemands.
Comme cet ensemble forme un continuum, les divisions qu'on peut y tracer ne sont jamais nettes. Deux approches complémentaires permettent d'organiser les différents dialectes allemands. Tout d'abord, on peut les diviser en parlers bas-allemands et bas-franciques au Nord et parlers hauts-allemands au Sud, les premiers ne connaissant pas la seconde mutation consonantique (les parlers moyen-allemands étant des parlers généralement rattachés au haut allemand où cette mutation est présente, mais incomplète). C'est donc un trait de phonétique qui permet cette distinction. Une autre approche se base sur des faits de vocabulaire.

## Liste et classification
En voir la liste dans cet autre article. 

## Les langues et dialectes du groupe allemand

### Bas francique
- néerlandais
- afrikaans

### Bas allemand
- bas allemand occidental ou bas-saxon
- bas allemand oriental

### Haut allemand
- moyen allemand
  - moyen-allemand occidental
  - moyen-allemand oriental
  - allemand pennsylvanien
- allemand supérieur
  - bavarois
  - alémanique
    - alsacien